# SMART Technologies
Pour les articles homonymes, voir Smart (homonymie).
SMART Technologies est une société de produits interactifs, connue surtout pour son tableau blanc interactif qui peut être relié à un ordinateur et un projecteur. L'image de l'écran d'ordinateur est projetée sur le tableau où les doigts peuvent être utilisés pour toucher les touches de menu, contrôler les applications ou écrire directement sur le tableau. Tout ce qui est écrit sur le SMART Board est numérique et peut être donc sauvegardé comme fichier électronique, possible à modifier et à réutiliser.
Les tableaux blancs interactifs SMART Board sont les leaders dans le secteur des tableaux blancs avec une part de marché de 58 % aux États-Unis et 47 % partout ailleurs.
Depuis le 14 septembre 2016, la société n'est plus cotée en bourse. Cela fait suite au rachat par Foxconn.